# Goldie (singolo)
Goldie è un singolo del rapper statunitense ASAP Rocky, pubblicato il 27 aprile 2012 come primo estratto dall'album di debutto Long. Live. ASAP.

## Video musicale
Il video, girato a Parigi e diretto dallo stesso Rocky, è stato pubblicato il 3 maggio 2012 sul canale Vevo del rapper. Nel video fa un'apparizione ASAP Yams, co fondatore della ASAP Mob, collettivo di cui fa parte anche ASAP Rocky.